# Bartłomiej (Anania)
Bartłomiej, imię świeckie Valeriu Anania (ur. 18 marca 1921, zm. 31 stycznia 2011 w Klużu-Napoce) – rumuński biskup prawosławny.

## Życiorys
Wieczyste śluby mnisze złożył 2 lutego 1942. 15 marca tego samego roku został wyświęcony na hierodiakona. W 1941 i 1942 był zatrzymywany i aresztowany za swoje przekonania religijne. W 1948 obronił doktorat w dziedzinie teologii. W latach 1949–1950 był inspektorem prowadzonych przez Rumuński Kościół Prawosławny szkół duchownych. Następnie przez rok wykładał historię Kościoła na wydziale historycznym Wyższego Instytutu Teologicznego w Bukareszcie. Od 1952 do 1958 kierował biblioteką patriarszą w Bukareszcie. Aresztowany ponownie w 1958 i skazany na 25 lat więzienia, odzyskał wolność razem z wieloma innymi wiernymi więzionymi za przekonania dzięki amnestii z 1964. W 1966 wyjechał do Stanów Zjednoczonych i podjął pracę duszpasterską w Rumuńskim Prawosławnym Episkopacie Ameryki. W 1967 został wyświęcony na hieromnicha, a następnie podniesiony do godności archimandryty. Do Rumunii wrócił w 1976 i stanął na czele synodalnego oddziału ds. studiów biblijnych i działalności misyjnej. Ze stanowiska tego zrezygnował po sześciu latach. Zamieszkał w monasterze Văratec i do 1993 zajmował się wyłącznie pracą pisarską, tworząc dramaty i teksty teologiczne.
21 stycznia 1993 został wyświęcony na arcybiskupa Klużu-Napoki, zaś 2 marca 2006, po reorganizacji eparchii Kościoła, otrzymał godność metropolity Klużu, Alby, Kriszany i Marmaroszu. Rok później był jednym z kandydatów na nowego patriarchę Rumunii po śmierci Teoktysta. Początkowo opowiadał się za polityczną aktywnością duchowieństwa, następnie zmienił swoje stanowisko na przeciwne.
Odznaczony Krzyżem Wielkim Orderu Narodowego Zasługi.
Zmarł wskutek choroby serca.